# Sándor Iharos
Sándor Iharos (né le 10 mars 1930 à Budapest et mort le 24 janvier 1996 dans cette même ville) est un athlète hongrois spécialiste du demi-fond et du fond. Il sera détenteur de 6 records du monde des distances allant du 1 500 mètres au 10 000 mètres.

## Carrière
En 1956, il remporte la course principale du Mémorial Janusz Kusociński (3000 mètres).
Pour des raisons personnelles, il n'a pas participé aux Jeux Olympiques de Melbourne 1956. 
Aux Championnats d'Europe de Stockholm 1958, il a terminé sixième du 5000 mètres. 
Il a participé aux Jeux olympiques de 1960 à Rome, où il a terminé 10e au 5 000 mètres et 11e au 10 000 mètres.
Après avoir pris sa retraite en 1962, il a exercé comme entraîneur, mais a également exercé d'autres professions. 

### Palmarès
| Date | Compétition           | Lieu      | Résultat | Épreuve      | Performance    |
| ---- | --------------------- | --------- | -------- | ------------ | -------------- |
| 1954 | Championnats d'Europe | Berne     | 6e       | 1 500 mètres | 3 min 47 s 0   |
| 1958 | Championnats d'Europe | Stockholm | 6e       | 5 000 mètres | 14 min 07 s 2  |
| 1960 | Jeux olympiques d'été | Rome      | 10e      | 5 000 mètres | 14 min 11 s 91 |

### Records

#### Records personnels
| Épreuve       | Performance   | Lieu     | Date              |
| ------------- | ------------- | -------- | ----------------- |
| 1 500 mètres  | 3 min 40 s 8  | Helsinki | 28 juillet 1955   |
| 3 000 mètres  | 7 min 55 s 6  | Budapest | 14 mai 1955       |
| 2 miles       | 8 min 33 s 4  | Londres  | 30 mai 1955       |
| 5 000 mètres  | 13 min 40 s 6 | Budapest | 23 septembre 1955 |
| 10 000 mètres | 28 min 42 s 8 | Budapest | 15 juillet 1956   |

#### Records du monde
Il fut détenteur des records du 1 500 mètres en 3 min 40 s 8, du 3 000 mètres avec 7 min 55 s 6, du 2 miles avec 8 min 33 s 4, du 5 000 mètres avec 13 min 50 s 8 puis 13 min 40 s 6 et du 10 000 mètres avec 28 min 42 s 8, soit en tout 6 records du monde.